# Twente Airport
Twente Airport (ICAO-luchthavenidentificatiecode: EHTW) is gevestigd op de voormalige vliegbasis Twenthe en ligt dicht aan de grens met Duitsland tussen de plaatsen Enschede, Hengelo en Oldenzaal. Per 1 januari 2008 werd het voor alle militair en burgervliegverkeer gesloten.
Sinds 30 maart 2017 is Twente Airport heropend voor privé- en zakenvliegtuigen; zweefvliegverkeer door de Twentsche Zweefvlieg Club; gemotoriseerd vliegverkeer door de Vliegclub Twente. Het veld wordt tevens gebruikt voor testvluchten met bemande en onbemande luchtvaartuigen en voor radiografisch modelvliegen. Ook vliegtuigen die aan het einde van hun levensduur zijn komen naar Twente ter ontmanteling. Tot 2020 vond er vlieginstructie plaats door de Nederlandse Academie voor Verkeersvliegers. Echter sinds dit vertrek beschikt de Vliegclub Twente over een DTO (Declared Training Organisation) en geeft het opleidingen voor het halen van het PPL- of LAPL-brevet. Het vliegveldgebied is onderdeel van de zogenoemde Technology Base, een terrein voor innovatieve bedrijven.
De startbaan 05-23 (zuidwest/noordoost) is 2987 meter (9801 ft) lang en 45 meter (148 ft) breed en afgestemd op de in Nederland meest voorkomende windrichtingen. Een 300 meter lange veiligheidszone aan beide baankoppen beperkt de operationele lengte van de baan momenteel tot 2.400 meter (7874 ft); lang genoeg voor bijvoorbeeld Airbus A320, Boeing 737, Boeing 757 of Boeing 767.

## Geschiedenis

### Beginjaren
Op 28 september 1910 maakte de Twentse bevolking kennis met de luchtvaart. De Belgische luchtvaartpionier Jan Olieslagers maakte er met een Blériot een demonstratievlucht. In 1918 - 1920 was een vliegveldje actief gelegen op grondgebied van de gemeente Weerselo. Dit veld werd gesloten omdat men niet aan de gestelde eisen kon voldoen.

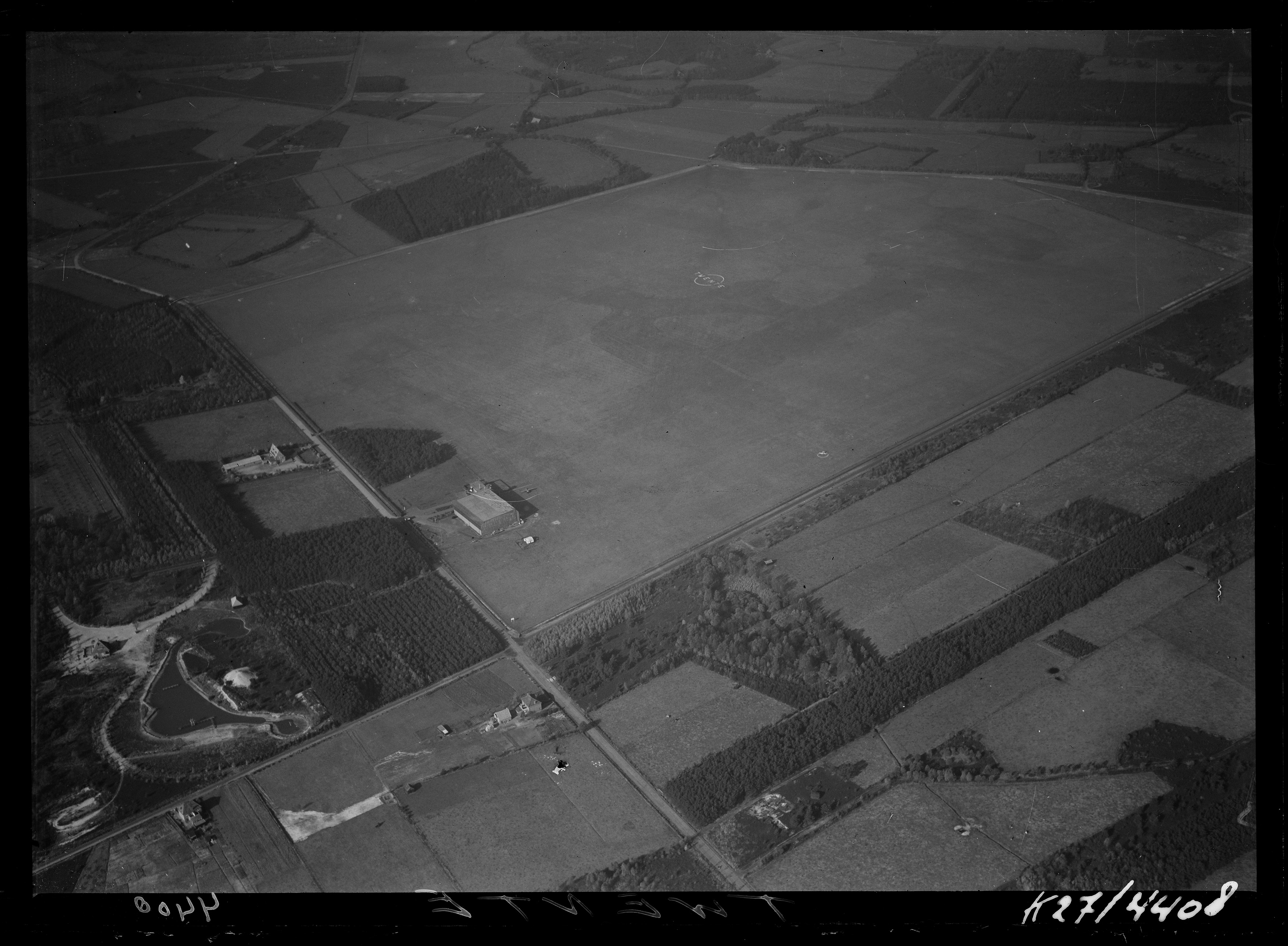
Luchtfoto van vliegveld Twente in de jaren 30

Het huidige vliegveld ontstond aan de Oude Deventerweg in de toenmalige gemeente Lonneker, op initiatief van een aantal Twentse industriëlen, Tattersall en Van Heek, die in 1926 een deal sloten met KLM oprichter Albert Plesman. Op het eind van de jaren 1920 werd vliegveld Twente daadwerkelijk aangelegd met als doel het verbeteren van de verbinding met de rest van Nederland en op 28 augustus 1931 werd het veld door burgemeester Edo Bergsma uit Enschede geopend. Het veld had een afmeting van circa 700 × 900 meter. De  proefdienst werd in eerste instantie voor een periode van 3 maanden geopend en van 1932 t/m 1939 onderhield de KLM een dagelijkse lijndienst tussen Schiphol en Twente. Men wilde op die manier de industrie in Twente bedienen. 
Ter gelegenheid van de start van de lijndienst vloog in juni 1932 het luchtschip LZ127 Graf Zeppelin van Friedrichshafen in Zuid-Duitsland via Vliegveld Twente naar het toenmalige vliegveld Waalhaven bij Rotterdam. De landing op vliegveld Twente waar het koningspaar Prins Hendrik en Koningin Wilhelmina aan boord gingen trok duizenden mensen. In dat jaar werd ook het luchthavengebouw geplaatst. Er waren 8 mensen in dienst op de luchthaven. Het vliegseizoen begon eind april met de Nederlandse rondvlucht. Van de resultaten hing het af of er daarna permanent gevlogen zou worden. De KLM stelde ter dekking van exploitatie verlies de voorwaarde van de vorming van een garantiefonds. Het Rijk betaalde immers niet mee. Er werden dienstregelingen, brochures, aanplak- en strooibiljetten voor deze verbinding gemaakt en verspreid, niet alleen in Twente, maar ook in Amsterdam, Rotterdam, Den Haag en Londen.
In 1935 werd de Twentsche Zweefvlieg Club actief op het veld; dit is de oudste nu nog aanwezige gebruiker.
Op 29 mei 1937 werd op het vliegveld een luchtvaarttentoonstelling gehouden, waarbij rondvluchten gemaakt werden met een Douglas DC-2 Koetilang en een Douglas DC-3 Reiger, die op 1 juni van dat jaar de luchtlijn Twente-Amsterdam heropenden. Bij het afkondigen van de mobilisatie in 1939 werd het vliegveld voor militaire doeleinden gevorderd en kwam een eind aan de lijnvluchten. Men achtte het vliegveld met het oog op de landsverdediging van geringe waarde en er werd niet meer op Duitsland gevlogen, omdat Duitsland delen van het luchtruim had afgesloten. Omdat het terrein zijn betekenis als vliegveld had verloren, werd al in 1939 met NV Handelsmaatschappij Trouw en Co in Amsterdam een overeenkomst gesloten om het terrein te verpachten voor de grasopbrengst. Op die manier konden de exploitatiekosten worden gedekt. Het restaurant werd verhuurd aan bierbrouwerij Klok. Maar ook dit plan mislukte. Uiteindelijk werd het verzoek van de NV Luchthaven tot intrekking van de aanwijzing tot luchtvaartterrein door de Minister van Waterstaat op 5 april 1940 ingewilligd.

### Tweede Wereldoorlog
Vlak voor het uitbreken van de Tweede Wereldoorlog gaf de overheid opdracht het vliegveld onklaar te maken. Hiervoor werd de grasmat omgeploegd en bij de Duitse inval op 10 mei 1940 werden de hangar naast het luchthavengebouw en de verkeerstoren gezamenlijk opgeblazen. Na de Nederlandse overgave nam de Duitse Luftwaffe bezit van het veld en bouwde het uit tot Flugplatz Enschede. Veel Twentse aannemers werden hierbij ingezet; het werk op het vliegveld in die periode was voor de arbeiders een manier om aan Arbeitseinsatz in Duitsland te ontkomen.

Embleem NachtJagd

Het geheel werd gebouwd als een verzameling historische woonhuizen in het Twentse landschap; onherkenbaar als militair terrein. De gebouwen waren echter voorzien van dikke betonnen muren en hadden stalen luiken voor de ramen. Ter afleiding werden nabij twee schijnvliegvelden aangelegd: een in Dulder, gemeente Weerselo en een bij Buurse. Beide hadden rails waarover een vliegtuig heen en weer werd gesleept.
Het startbaanstelsel werd vergroot tot 3: de banen 06-24, 11-29 en 16-34. Hiermee kwam de typische Duitse A-vorm van het veld tot stand. Rond de startbanen kwam een ringweg die in verbinding stond met 55 vliegtuighallen. Ook kwam er legering bij: het Prins Bernardpark (Nordlager), het (Südlager) (later het zuidkamp) en kamp Overmaat. In het bos rond het vliegveld en op landgoed Hof Espelo werden rolbanen en splitterboxen aangelegd om vliegtuigen verdekt en beschermd te kunnen opstellen. Een aantal van deze splitterboxen is tot op heden bewaard gebleven en goed herkenbaar in het landschap. Flugplatz Enschede maakte deel uit van de Duitse luchtverdediging die de hele westkust van het Europese vasteland omvatte. De basis hiervoor vormde radar voor vluchtleiding en gevechtsleiding die ook op het veld werd geïnstalleerd.

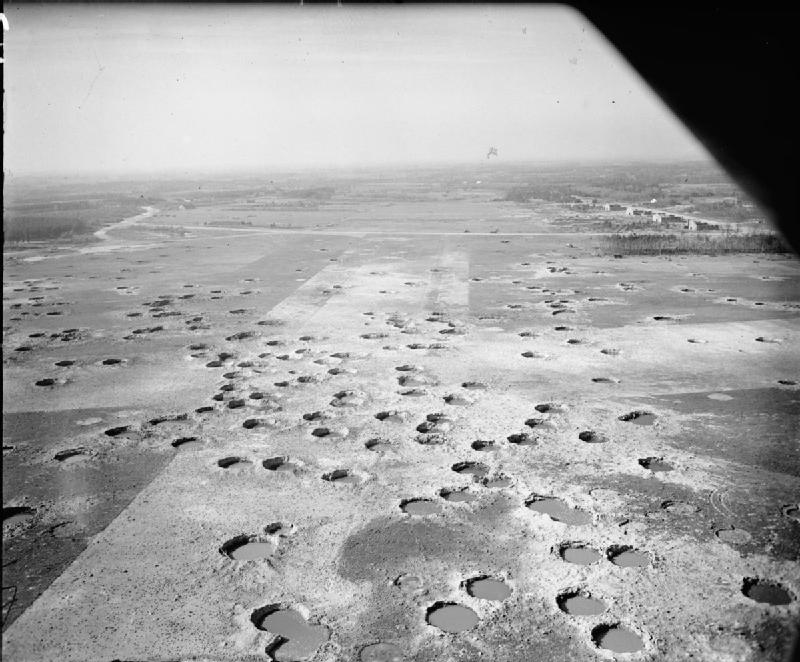
Vliegveld Twente 3 dagen na inname

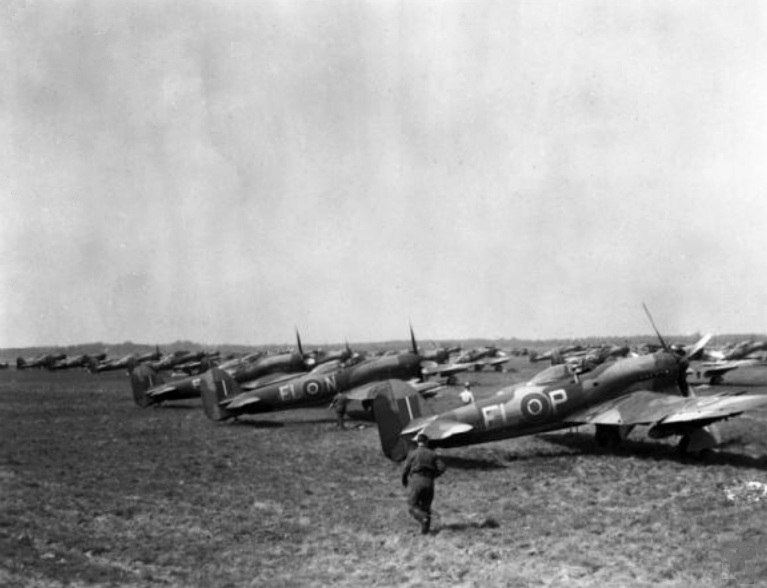
Typhoons RAF 124 Wing op vliegveld Twente 1945

Gedurende de bezetting waren diverse Luftwaffe-eenheden op Twente gelegerd; dit waren zowel vliegende als grondeenheden.
De volgende verbanden stonden eerst onder bevel van Fliegerhorst-Kommandantur E 26/VI en vanaf 1943 onder Fliegerhorst-Kommandantur E (verlegbar) 204/XI. De vliegende eenheden waren:
- Schulstaffel / NachtJagdGeschwader 1 (februari 1942 – januari 1943) met Messerschmitt Bf 110
- III Gruppe / NJG 1, Stab, 7, 8 en 9 staffel (1 mei – 29 september 1944) met Messerschmitt Bf 110 en Junkers Ju 88
- I Gruppe / JagdGeschwader 1 “Oesau”, Stab, 1, 2 en 3 staffel (24 februari – 12 maart 1944) met Focke-Wulf Fw 190
- II Gruppe / KampfGeschwader 200 (maart – november 1944) met Junkers Ju 88
- III Gruppe / NJG 4, Stab, 7 8 en 9 staffel (3 juli – 6 september 1944) met Junkers Ju 88
- I Gruppe / NJG 2, Stab. 1,2 en 3 staffel (10 november 1944 – 3 januari 1945) met Junkers Ju 88
- III Gruppe / NJG 2, Stab, 1 en 2 staffel (9 september – 12 december 1944) met Junkers Ju 88
- I Gruppe / JG 1, Stab, 1, 2, 3 en 4 staffel (17 december 1944 – 12 januari 1945) met Focke-Wulf Fw 190
- NachtSchlachtGruppe 20 (14 januari – 3 maart 1945) met Messerschmitt Bf 110

De grondeenheden:
- III Abteilung / Luftnachrichten-Regiment 201 (oktober 1942 – maart 1945) met 17 en 18 Flugmelde-Leit Kompanie (Goor en Lichtenvoorde). Deze bedienden respectievelijk de Stellung Fox - een radio en radarstation bij het Nordlager - en 2 Würzburg Riese-radars bij Goor en Denekamp.

In de loop der tijd werd het veld diverse keren door de geallieerden gebombardeerd waarna de schade provisorisch werd hersteld maar aan het eind van de oorlog was de schade zodanig dat het veld niet meer bruikbaar was. Een van de laatste acties van de op Twente gelegerde eenheden was Operatie Bodenplatte; een mislukte poging om de geallieerde luchtvloot in het bevrijd gebied van zuid-Nederland en België te vernietigen.
Op 1 april 1945 viel het veld ten slotte in Britse handen. De Royal Air Force (RAF) herstelde het provisorisch door middel van Perforated Steel Plates. Hiermee konden tijdelijke wegen en een startbaan worden aangelegd. Het vliegveld kreeg de tijdelijke aanduiding B-106 en op 3 april arriveerden de eerste vliegtuigen. De eerste toestellen waren van RAF 125 Wing die de opmars van 2nd British Army vanuit de lucht dekten. Andere Britse eenheden maakten later ook van het veld gebruik: de Hawker Typhoon uitgeruste 124 Wing en de Supermarine Spitfire uitgeruste 132 Wing.

### Wederopbouw

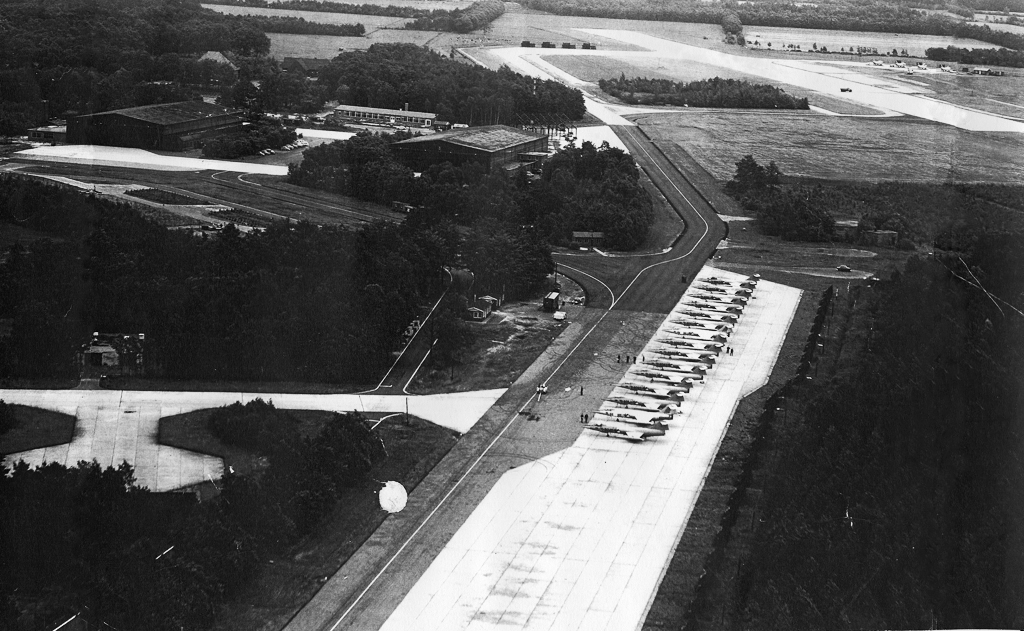
Vliegbasis Twenthe jaren 1960; Starfighters en F-86K

Begin november 1945 werd vliegveld door de RAF weer aan de Nederlandse luchtstrijdkrachten overgedragen. Van hogerhand was intussen besloten dat het een vliegbasis zou blijven en dus werd de officiële grondoverdacht getekend.
Op 15 november 1945 arriveerde de Aanvullende Opleiding Tweemotorigen (AVOT) op Twenthe, uitgerust met 15 Airspeed Oxfords, tweemotorige toestellen ten behoeve van crewtraining. De AVOT verhuisde in 1953 naar Vliegbasis Woensdrecht.
Op 31 maart 1946 werd vliegbasis Twenthe officieel overgedragen door de RAF aan de Nederlandse luchtstrijdkrachten. Het 320 squadron van de Marine Luchtvaartdienst luisterde de feestdag op. Gelijktijdig werd de Jachtvliegschool (JVS) opgericht. Het duurde echter geruime tijd tot de eerste Spitfires hiervoor binnenkwamen. Daarna werden alle Nederlandse jachtvliegers op dit type bijgeschoold. In juni 1948 werd de Gloster Meteor straaljager bij de luchtmacht ingevoerd waarna de Spitfires geleidelijk verdwenen.
De baan 16-34 werd als startbaan opgeheven. Hij bleef in gebruik als taxibaan onder de naam "Duitse baan". 
Halverwege de jaren vijftig werd de Gloster Meteor vervangen door Hawker Hunter-dagjagers en North American F-86 Sabre K all-weather-jagers. De typeaanduiding F-86 K (voor de exportversie) leverde dit toestel de bijnaam Kaasjager op. F-86 K's waren op Vliegbasis Twenthe respectievelijk ingedeeld bij 700, 701 en 702 squadron (1956 tot 1964). Dit werd zichtbaar in het embleem van de vliegbasis, de hellehond Cerberus met drie koppen. Een ander type toestel dat in de jaren 1950 en 1960 vanaf Twenthe vloog was de Fokker S.14 Machtrainer.

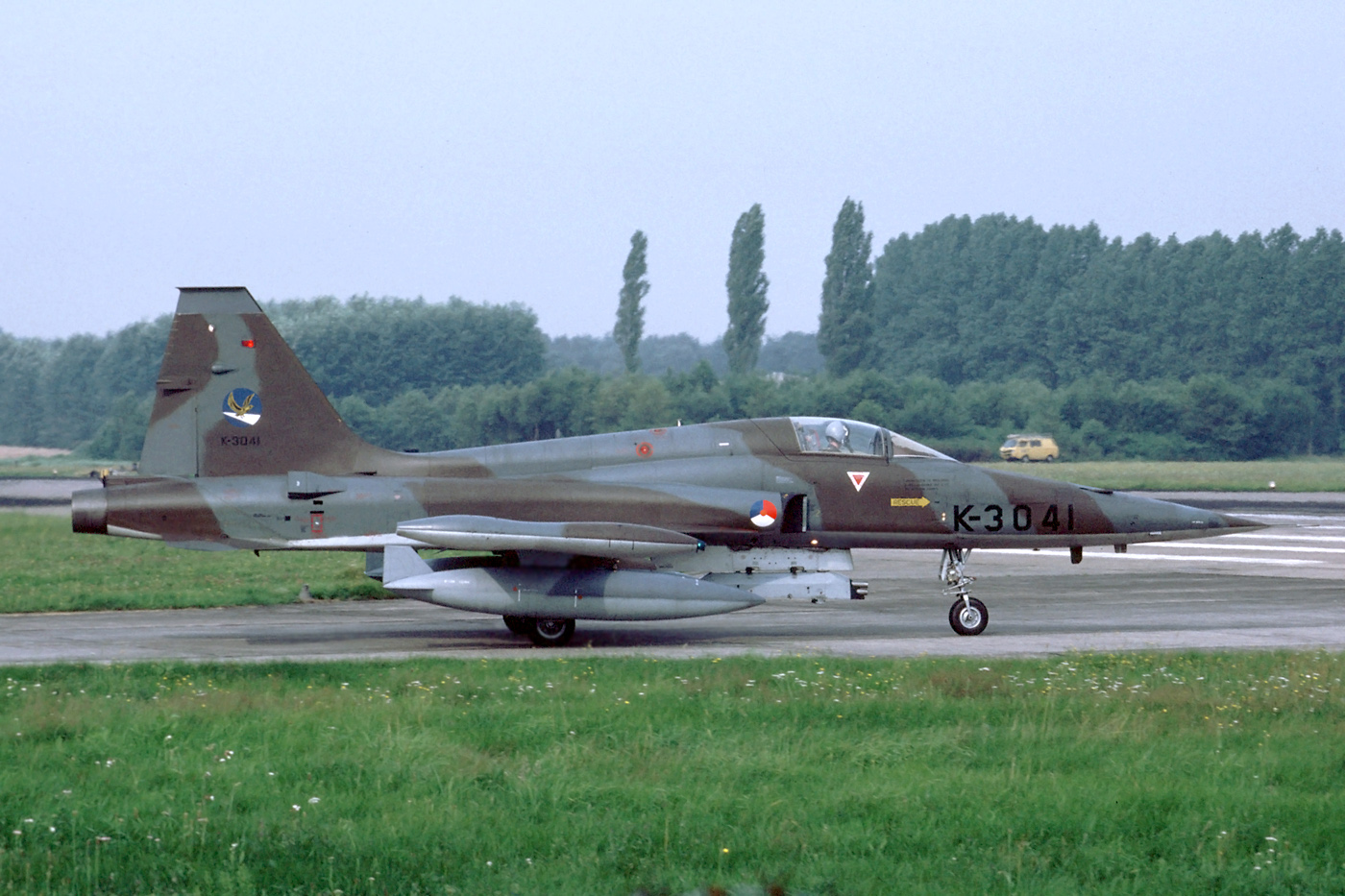
NF-5A van 313 sq op Twenthe

Bij de uitfasering van de F-86K's kregen 700, 701 en 702 squadron andere taken en werden naar elders overgeplaatst. Hier kwamen het 306 fotoverkenningssquadron (1963-1969) en de Operationele Conversie Unit (OCU) (1963-1968), beide met de F-104 Starfighter, voor in de plaats.
Gedurende 1968/69 werden de F-104's naar andere bases verplaatst en opgevolgd door de Canadair NF-5. Dit toestel werd ingedeeld bij het 313 en 315 squadron die in 1970 op de basis werden gelegerd. In 1968 werd ook de oude Jachtvliegschool (nu Transitie Vlieg Opleiding (TVO) vliegend met de Lockheed T-33 van Woensdrecht naar Twenthe overgeplaatst. In 1972 werd de T-33 uitgefaseerd en werd de TVO opgeheven. Het 313 Squadron nam die taak over met de NF-5 en werd jarenlang het vliegeropleidingssquadron van de Koninklijke Luchtmacht. Vanaf 1986 kreeg 313 squadron echter een offensieve main defense-taak met de NF-5 toebedeeld en ging de opleidingstaak over naar 316 squadron op vliegbasis Gilze-Rijen/Eindhoven.

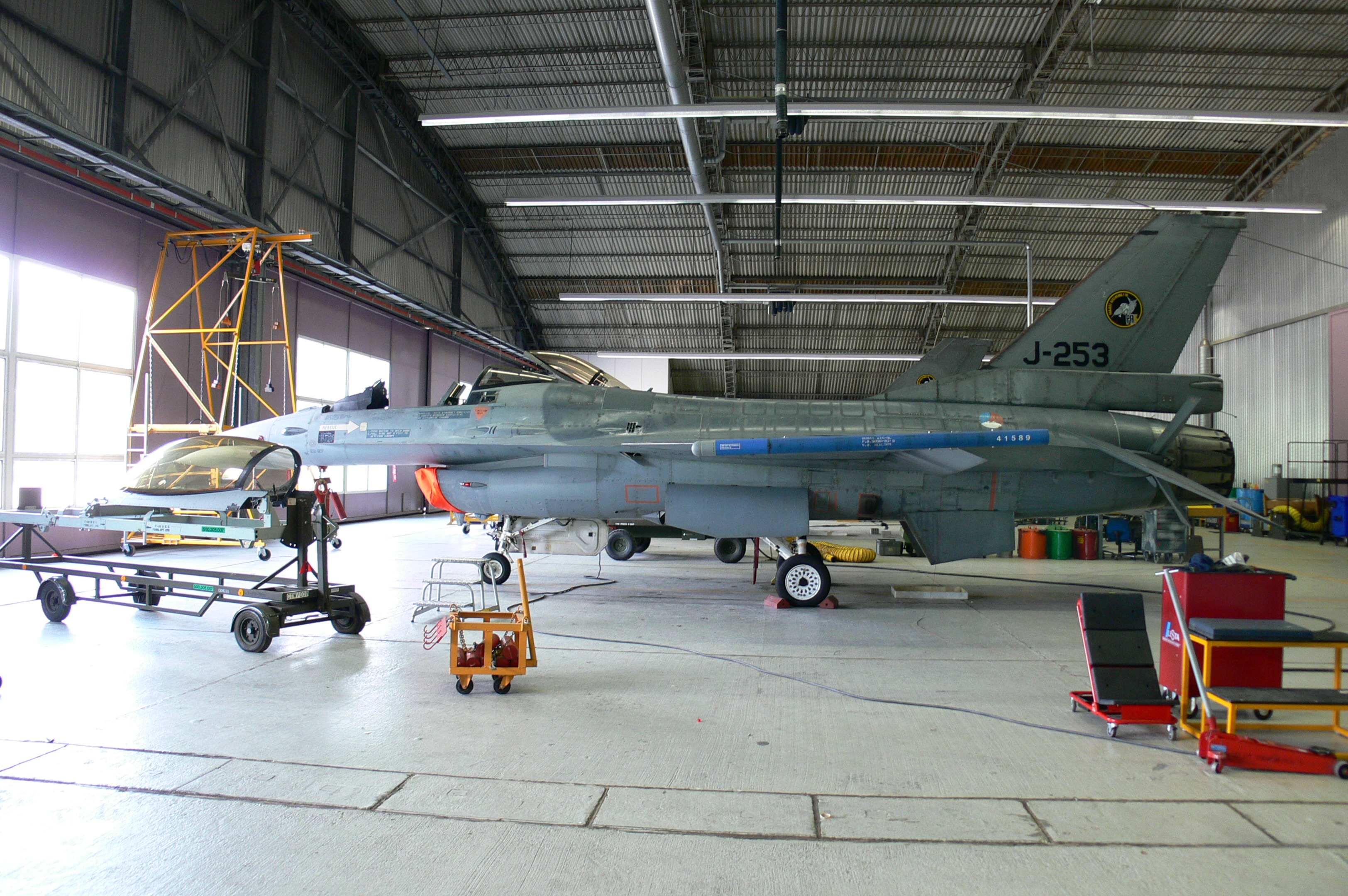
F-16's in onderhoud op vliegbasis Twenthe

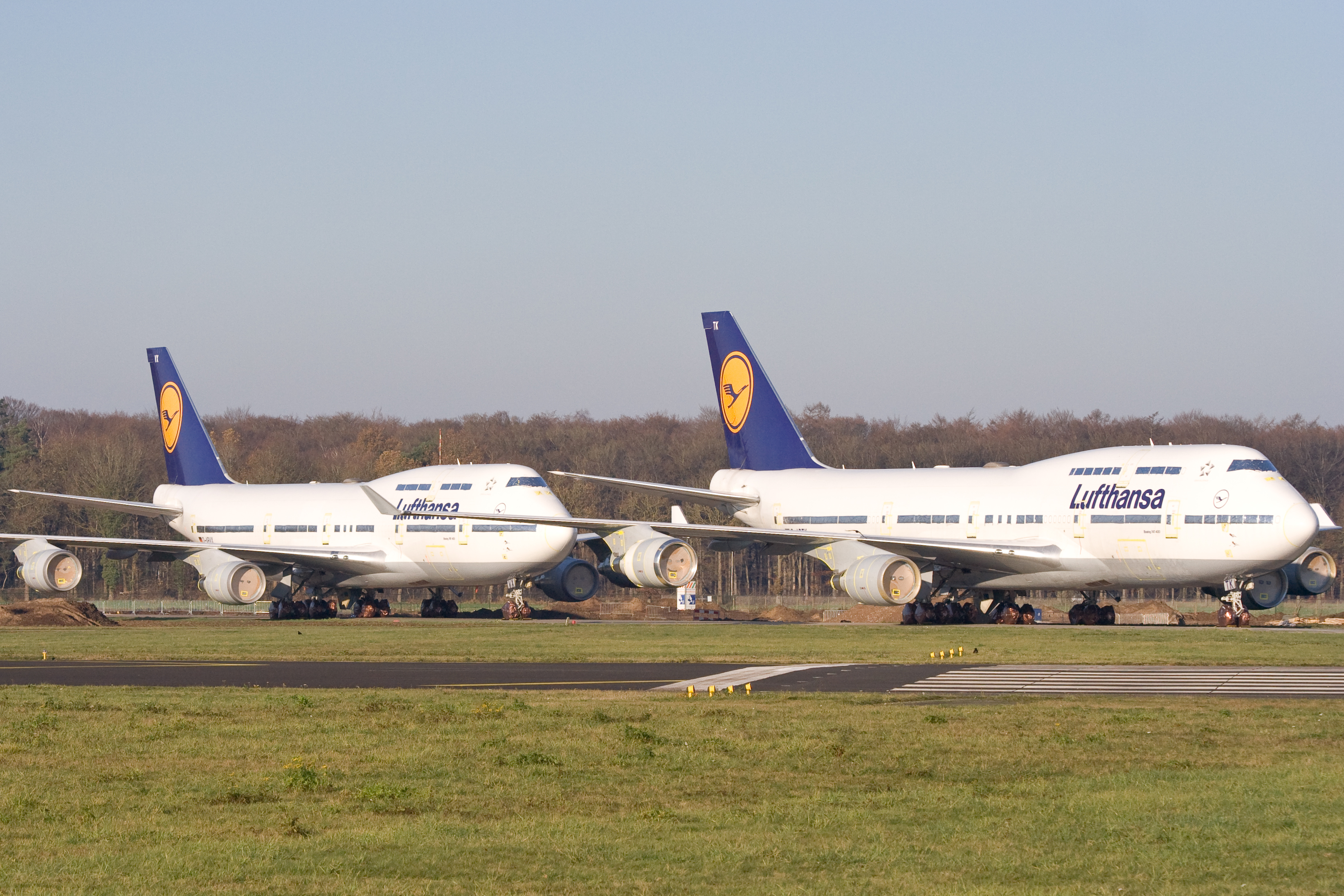
Twee Boeing 747's van Lufthansa in opslag op Twente

Medio jaren 1980 werd de basis grondig gerenoveerd vanwege invoering van de General Dynamics F-16 Fighting Falcon waar 313 en 315 squadron mee werden uitgerust. De eerste F-16 voor 315 squadron landde in 1986; dit squadron kreeg de inzet als Rapid Reaction Force bij crisisbeheersingsoperaties toebedeeld. De eerste F-16 voor 313 squadron kwam in 1987; deze eenheid kreeg de taken Close Air Support en Main Defense Force toegewezen. De laatste vlucht met een NF-5 was door 313 squadron op 1 juli 1988. De NF-5's werden aan de Turkse luchtmacht verkocht.

### Opheffing
In 2003 volgde het bericht vanuit Den Haag over de geplande toekomstige opheffing en sluiting van de vliegbasis.
Vanwege bezuinigingen werd 315 squadron in 2004 opgeheven. De bij dit squadron vliegende F-16's werden deels verkocht en deels verdeeld over de laatst overblijvende F-16-bases Leeuwarden en Volkel.
313 squadron werd in 2005 naar vliegbasis Volkel verplaatst. De vliegbasis Twenthe werd daarna echter nog tot juni 2007 gebruikt voor opslag, onderhoud, herstel en het luchtwaardig houden van de overbodig geworden F-16's en voor de ontruiming en verplaatsing van de resterende grondsystemen en apparatuur. Van de overgebleven F-16's werd een gedeelte verkocht aan de luchtmacht van Chili, enkele toestellen kwamen beschikbaar voor technische opleidingen, scholen en musea en de rest werd op vliegbasis Volkel voor onderdelen gestript en vervolgens verschroot.

## Doorstart als Twente Airport
Op 7 december 2007 werd het terrein officieel overgedragen aan de Dienst Domeinen van het ministerie van Financiën en kwam na bijna 68 jaar een einde aan de Vliegbasis Twenthe.
Sinds de aankondiging in 2003, dat de vliegbasis zou worden gesloten, werd gewerkt aan een doorstart van het civiele gedeelte van de luchthaven. Na de problematiek door het ontbreken van sponsors werd het terrein gesloten. In november 2012 bepaalde de rechtbank in Almelo dat november 2013 het vliegveld de militaire status zou verliezen. In hoger beroep heeft de Raad van State in oktober 2013 deze uitspraak echter weer te niet gedaan, waardoor de militaire status wettelijk behouden bleef.
De provincie Overijssel en de gemeente Enschede wilden het terrein voor commerciële zakenvluchten gaan gebruiken maar de Europese Commissie besloot in 2014 dat staatssteun niet was toegestaan. Hierop werd op het terrein gestart met een recycling-en-demontagebedrijf voor vliegtuigen 'Aircraft End of Life Solutions' (AELS). In maart 2014 publiceerde staatssecretaris Mansveld een ontwerp-Luchthavenbesluit en publiceerde dagblad Tubantia een eerste artikel over de gevolgen voor de omliggende natuur die de hoogtebeperkingen aangegeven in het ontwerp-Luchthavenbesluit met zich mee zouden brengen. Landschap Overijssel bracht in kaart dat er circa 840 hectare bos zou moeten worden gekapt, wat leidde tot hevig protest.
Sinds 2016 is het zuidelijk deel van het terrein open voor publiek en onderdeel van het landelijke natuurnetwerk geworden. De baan 11-29 werd opgebroken. De enige resterende baan 06-24 werd 05-23. In 2017 is het vliegveld officieel heropend en heet sindsdien Twente Airport. Op de luchthaven vinden voornamelijk zaken- en privévluchten plaats. Ook is het vliegveld zeven dagen per week geopend voor General Aviation-vliegtuigen. Verder zijn de lokale zweef- en vliegclub er actief. Incidenteel landen grotere toestellen op het vliegveld om te worden ontmanteld of opgeslagen en gebruikt het ministerie van Defensie het terrein af en toe nog voor gecombineerde oefeningen. Twente Airport noemt zich in 2023 ook kraamkamer voor de duurzame luchtvaart. Het vliegveld moet in de toekomst een testluchthaven worden.

## Trivia
- Op 26 maart 2010 maakte een civiele Lockheed T-33 een noodlanding op het gesloten vliegveld, waarna de Britse piloot en de Duitse inzittende werden opgepakt.[10]
- In maart 2013 was vliegveld Twente het toneel van een gecombineerde oefening van Land- en Luchtmacht: Cerberus Guard. Onderdelen hiervan waren het onderhouden van een luchtbrug tussen Vliegbasis Eindhoven en Twente met C-130 Hercules transportvliegtuigen en een 'verovering' van het veld door parachutisten en luchtlandingstroepen.
- In december 2020 vond op deze locatie de actie Serious Request van radiozender 3FM plaats, aangezien de oorspronkelijke looproute van deze editie vanwege de coronapandemie moest worden afgelast. De dj's die deze route zouden lopen, werden van 18 t/m 24 december een week lang opgesloten in een loods op het vliegveld om geld op te halen voor de bestrijding van het coronavirus.

## Fotogalerij

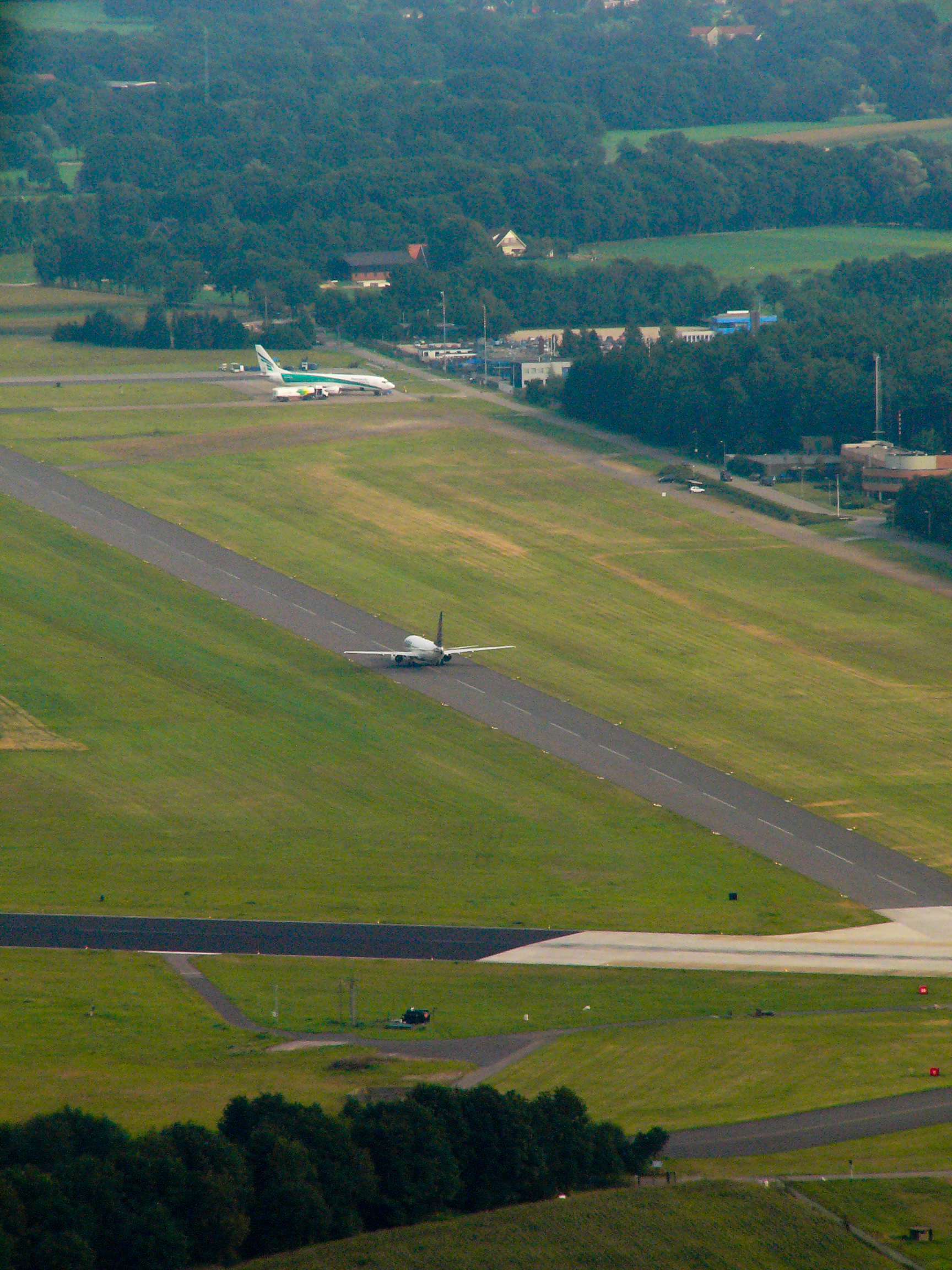
Chartervlucht op Twente
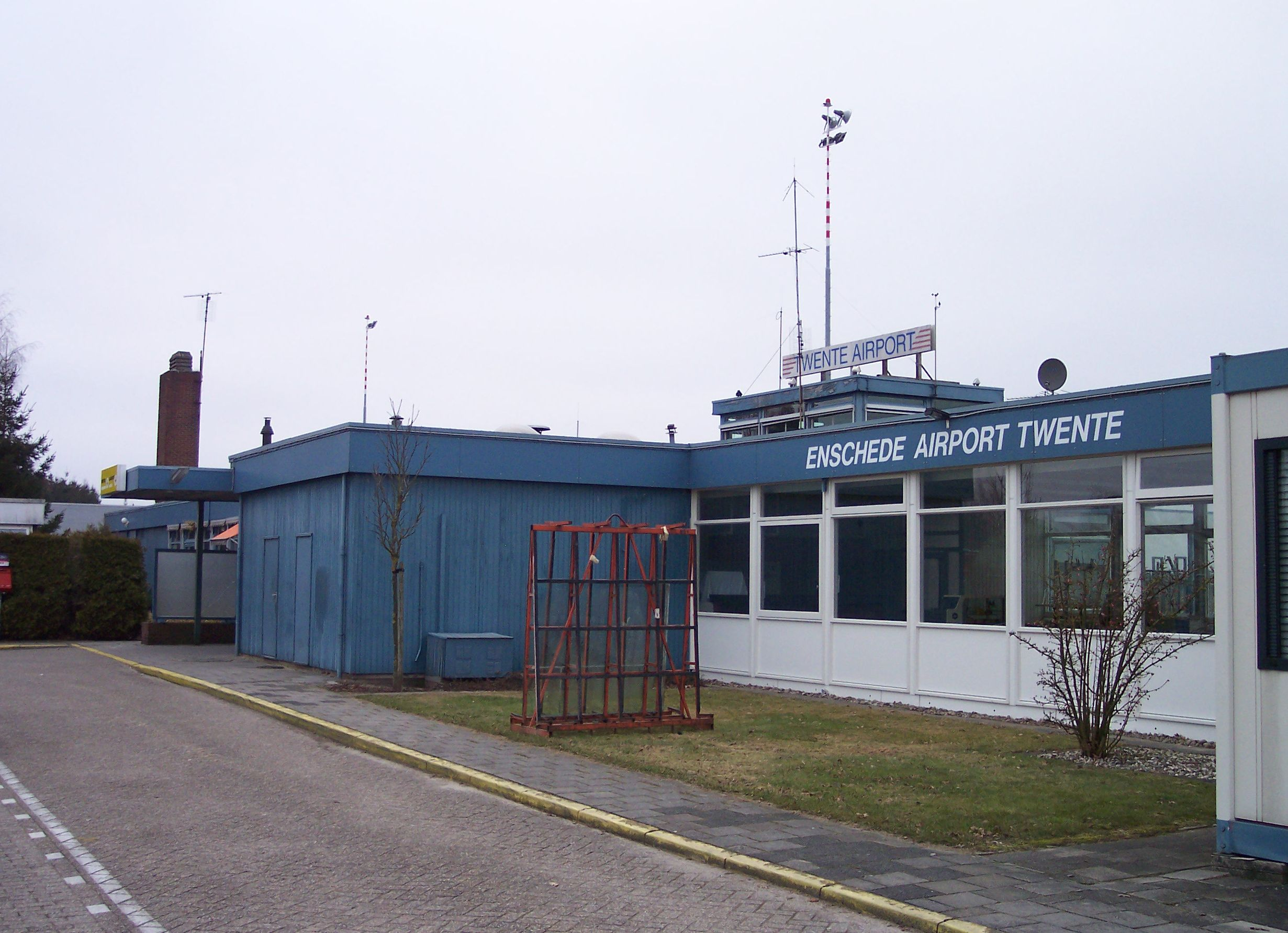
De oude terminal
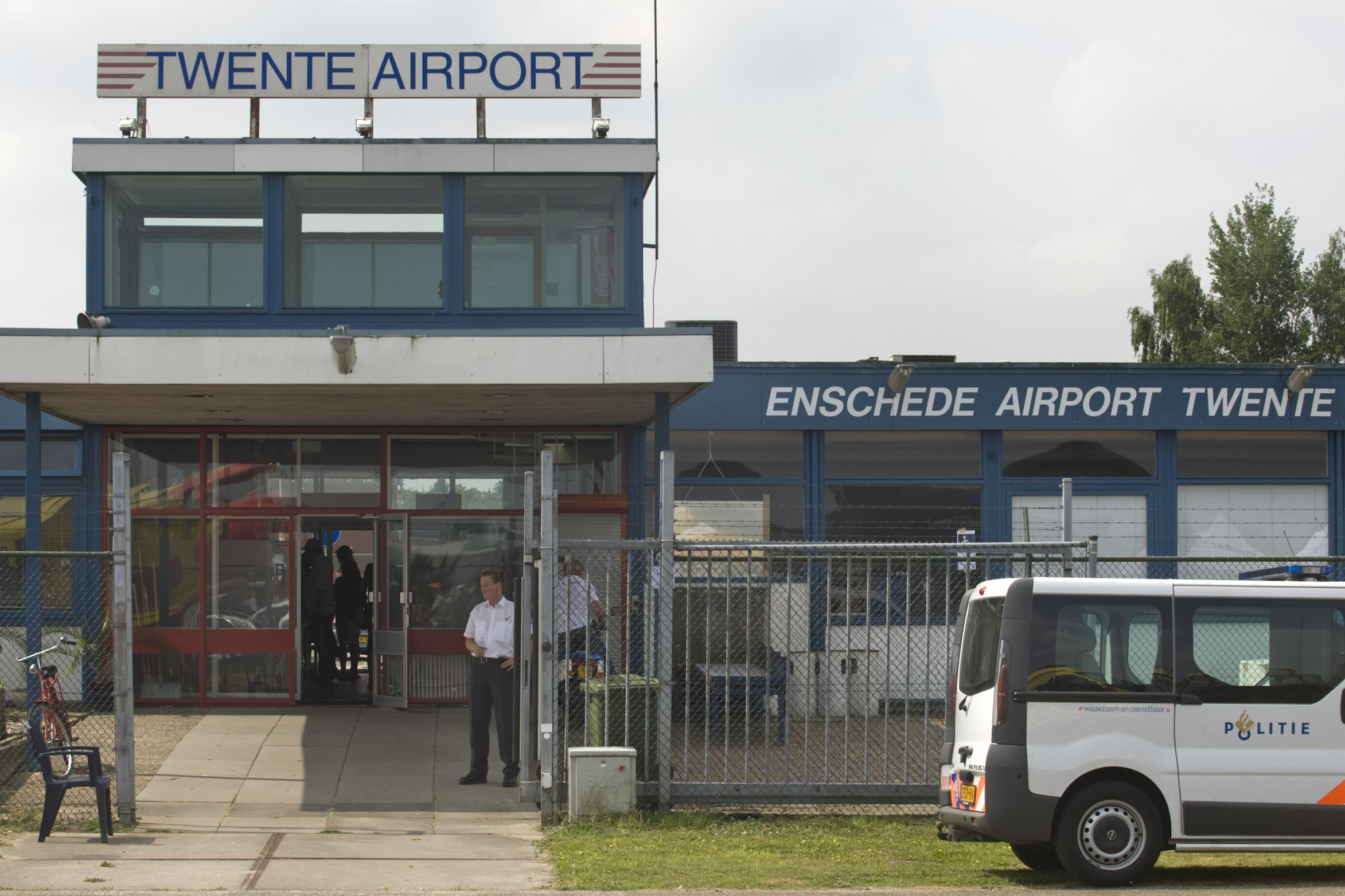
De terminal van luchthaven Twente in 2010
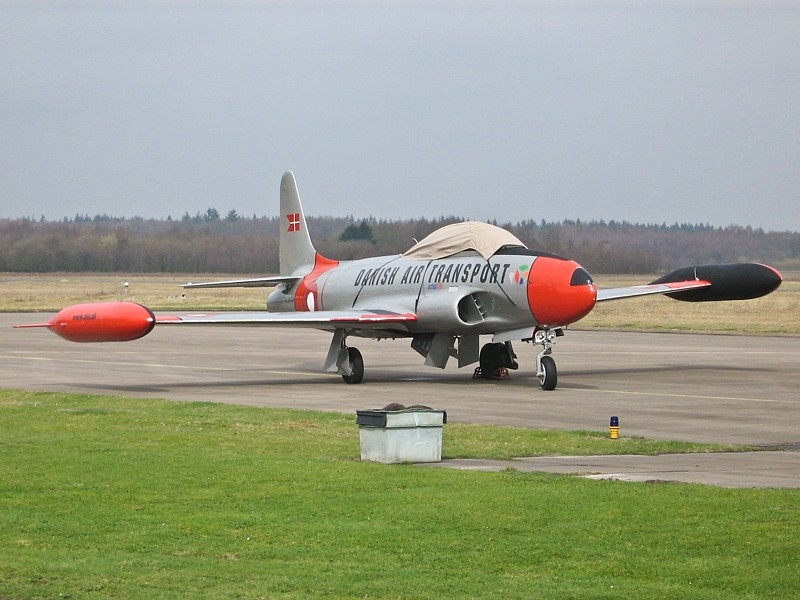
T-33 na de landing in 2010
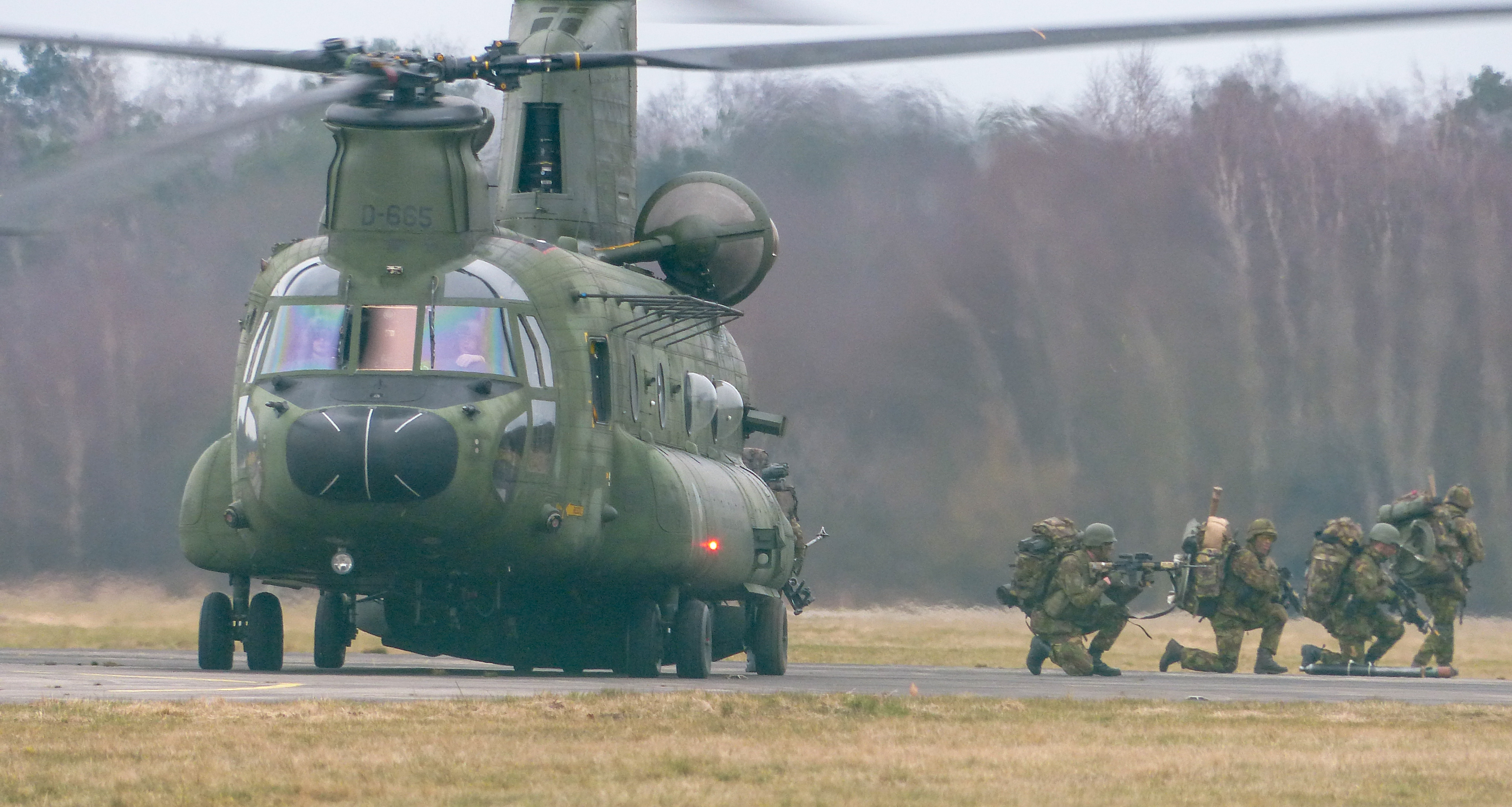
Chinook in 2013 tijdens oefening Cerberus Guard
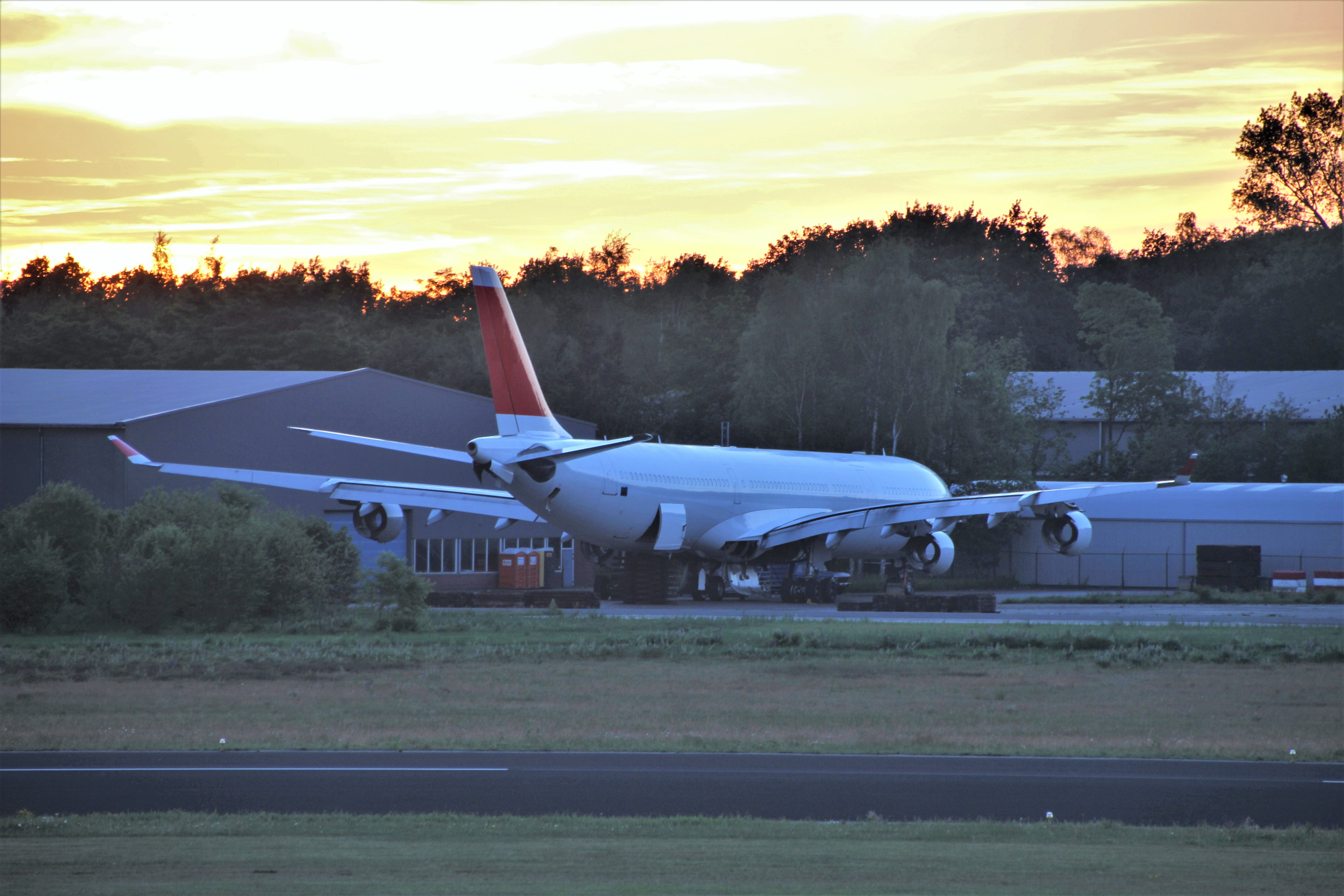
Ontmanteling voormalige Swiss Airbus A340-300 (2017)
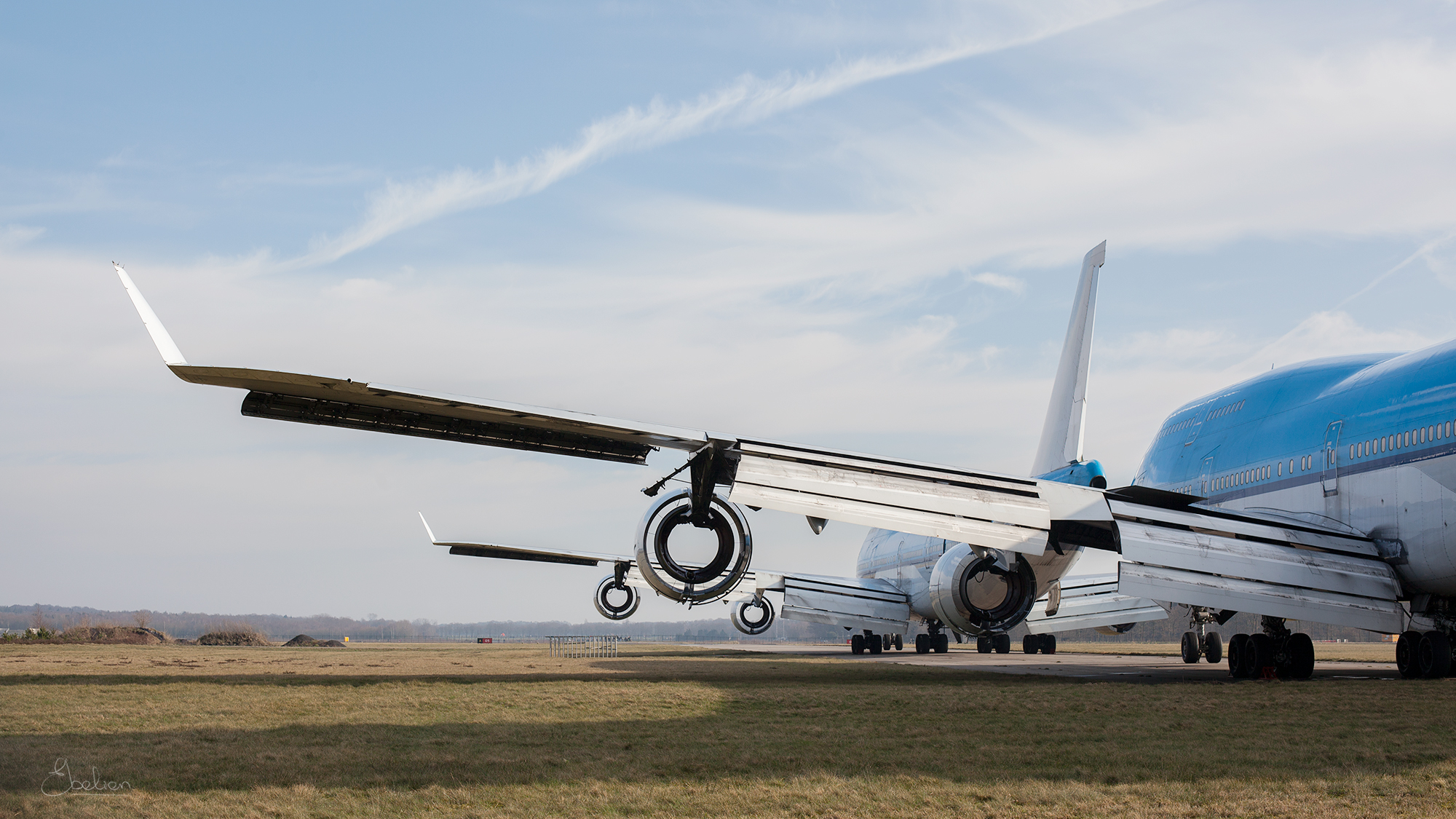
Voormalige KLM Boeing 747's wachten op ontmanteling, februari 2018